# Jean-Louis Borloo

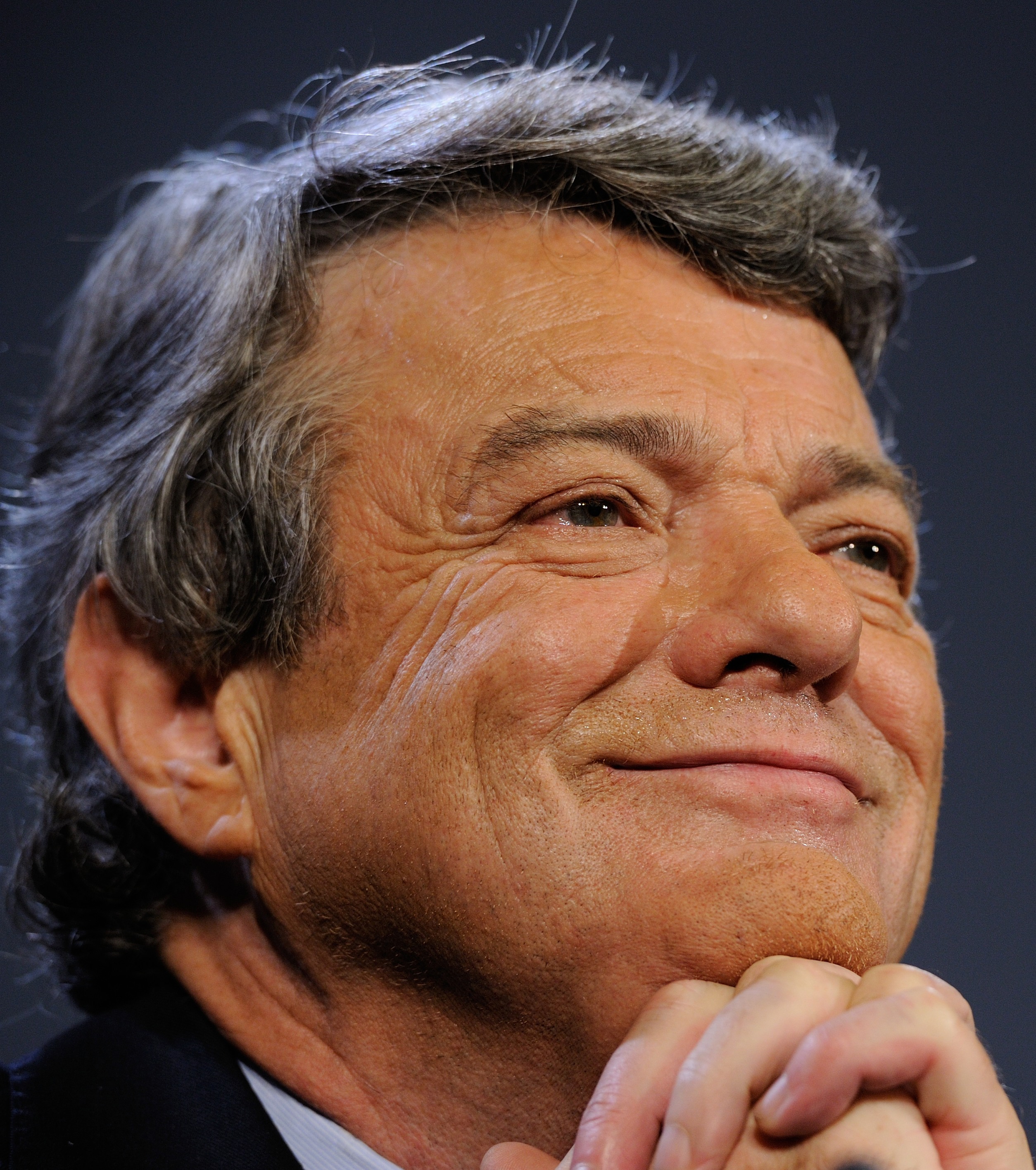
Jean-Louis Borloo (2015)

Jean-Louis Borloo (* 7. April 1951 in Paris) ist ein französischer Politiker. Er hatte von Juni 2007 bis November 2010 das Amt des Staatsministers für Umwelt, nachhaltige Entwicklung und Raumplanung im Kabinett von Premierminister François Fillon inne. Zuvor war er Arbeitsminister (2004–2007). Außerdem war er von 2005 bis 2014 Vorsitzender der Parti radical valoisien und von 2012 bis 2014 Vorsitzender der Union des démocrates et indépendants (UDI).

## Leben und politische Karriere

### Jugend, Ausbildung, Beruf
Jean-Louis Borloo verbrachte seine Schulzeit am Pariser Gymnasium Lycée Janson de Sailly, wo er sich für Philosophie und Geschichte begeisterte, gleichzeitig engagierte er sich mehrere Jahre in einer Pfadfinderbewegung. 1972 erreichte Borloo den Abschluss einer doppelten „Licence“ in Recht und Philosophie, später außerdem in Geschichte und Wirtschaftswissenschaften. Seine Ausbildung vollendete er mit weiterführenden Studien in Finanzwissenschaften am Handelsinstitut der Universität von Manchester im Rahmen eines MBA-Programms.
1976 wurde er als Anwalt in Paris zugelassen und gründete eine Kanzlei mit Schwerpunkt Wirtschaftsrecht. Er wurde zum Staranwalt für Konkursrecht und Firmensanierungen und zählte 1980 laut Fortune zu den fünf bestverdienenden Advokaten der Welt. Borloo bekam eine Professur für Finanzanalyse an der Elitehochschule für Handel (HEC). Von 1986 bis 1991 übernahm er den Vorsitz des Fußballvereins FC Valenciennes.

### Abgeordneter und Bürgermeister von Valenciennes
Im Jahr 1989 erfolgte seine Kandidatur und Wahl zum Bürgermeister von Valenciennes – seinem Einwirken war die Niederlassung verschiedener Unternehmen in der Region zu verdanken und damit verbunden die industrielle Weiterentwicklung und der Rückgang der Arbeitslosenquote. Als Parteiloser wurde er 1989 auf der von Simone Veil geführten Liste Le Centre pour l’Europe ins Europäische Parlament gewählt, dem er bis 1992 angehörte. Er war dort fraktionslos und Mitglied des Ausschusses für Regionalpolitik und Raumordnung. Borloo unterstützte 1990 die Gründung der ökologischen Kleinpartei Génération écologie, die – anders als Les Verts – der Regierung von François Mitterrand und Édith Cresson beitrat und mit Brice Lalonde den Umweltminister stellte. Zur Regionalwahl im Département Nord 1992 war Borloo Spitzenkandidat einer unabhängigen Liste, die mit 12,5 % auf den vierten Platz kam. Bei der Parlamentswahl 1993 gewann er – immer noch parteilos – unter dem Etikett Divers droite ein Abgeordnetenmandat im 21. Wahlbezirk des Départements Nord. Im Jahr 1994 wurde Borloo bei den Bürgermeisterwahlen in Valenciennes wiedergewählt.
Zudem konnte er 1997, inzwischen als Kandidat der bürgerlichen Union pour la démocratie française (UDF), sein Abgeordnetenmandat erneuern. Bei der Regionalwahl 1998 steigerte sich seine Liste auf 19 %. 2001 wurde er zum Pressesprecher der UDF ernannt und erneut als Bürgermeister von Valenciennes gewählt. Er behielt das Amt des Stadtoberhaupts bis zu seiner Ernennung zum Minister im Mai 2002. Als sich die UDF anlässlich der Präsidentschaftswahl 2002 spaltete, schloss sich Borloo der Mitte-rechts-Sammelpartei Union pour un mouvement populaire (UMP) des Präsidenten Jacques Chirac an. Zugleich war er Mitglied der Kleinpartei Parti radical valoisien (PRad), die mit der UMP assoziiert war und deren sozialliberale, am stärksten an der politischen Mitte orientierte Komponente darstellte.

### Wohnungsbau- und Arbeitsminister
Nach der Wiederwahl Chiracs als Staatspräsident wurde Borloo am 7. Mai 2002 zum beigeordneten Minister für Stadtentwicklung im Kabinett Raffarin I ernannt. Unter der Belastung der schwersten Rezession seit einem Jahrzehnt und gleichzeitiger Durchführung von neoliberalen sozial- und wirtschaftspolitischen Reformen (Rentenreform, Gesundheitsreform, Agenda 2006), die von den französischen Bürgern als sozial unausgewogen und ungerecht empfunden wurden („méthode Raffarin“), geriet die konservative Regierung von Jean-Pierre Raffarin ins Trudeln.
Nachdem die Wähler die zwei Runden der Regionalwahlen (21. und 28. März 2004) dazu genutzt hatten, die Regierung abzustrafen, nahmen Präsident Chirac und Premierminister Raffarin eine umfassende Kabinettsumbildung vor, bzw. wurde ein Teil der ursprünglich vorgesehenen Kürzungen im Sozialbereich zurückgenommen oder aber abgemildert.
Auch in der dritten Regierung Raffarin vom 31. März 2004 bis zum 31. Mai 2005 übernahm Jean-Louis Bolloré als Minister für Arbeit und sozialen Zusammenhalt Regierungsverantwortung (Ministre de l'Emploi, du Travail et de la Cohésion sociale). Angesichts weiter steigender Arbeitslosigkeit und zunehmender Zahl von Franzosen, die das so genannte RMI (Revenu minimal d’insertion – Übergangsgeld zur Eingliederung in das Berufsleben) erhielten, stellte Borloo am 30. Juni 2004 im Ministerrat einen auf 5 Jahre angelegten „Plan für den sozialen Zusammenhalt“ (Plan de cohésion sociale) vor, eine Art Sozialplan für die „Vergessenen der Republik“, der den ohnehin zu spät bemerkten „sozialen Bruch“ in der französischen Gesellschaft wieder beheben sollte.
Durch Einsatz von rund 13 Mrd. Euro und insgesamt 20 staatlichen Förderprogrammen, entlang der Hauptachsen beschäftigungspolitische Maßnahmen, Verbesserung der Wohnsituation, Integration, Chancengleichheit, sollte innerhalb von 5 Jahren die Arbeitslosigkeit deutlich verringert werden. Gezielt fördern wollte man vor allem sozial benachteiligte Jugendliche, alleinerziehende Mütter und Langzeitarbeitslose bzw. Bezieher von RMI (Revenu minimal d’insertion), ihnen ein zum Leben ausreichendes Einkommen verschaffen, um so zu versuchen sie wieder in die französische Gesellschaft zu integrieren. Im Bereich Wohnungsbau sollte dies durch zusätzlichen Neubau von rund 900 000 Wohnungen, Renovierung von Leerstand sowie finanzielle Anreize für private Vermieter erreicht werden.
Im Bereich Chancengleichheit sollte eine intensivierte Kinderbetreuung und Ausbau der Internate insbesondere alleinerziehenden Müttern neue Möglichkeiten eröffnen. Im Bereich Beschäftigung sollten insgesamt rund 800 000 neue Ausbildungsverträge für jugendliche Arbeitslose, ABM-ähnliche Maßnahmen für Langzeitarbeitslose, eine Verbesserung der Arbeitsvermittlung durch eine Bündelung der beteiligten Institutionen sowie Schaffung von etwa 300 Jobzentren (maisons d’emploi) Besserung bringen. Mit diesem Plan versuchte man die nach den Regionalwahlen im März 2004 angekündigte Wende in der Sozialpolitik zu realisieren und der französischen Bevölkerung ein humanes und sozial engagiertes Image der Regierung Raffarin zu vermitteln – was in den voraufgehenden Jahren nicht gelungen war und so zu einem Linksruck bei den Wahlen geführt hatte.
Am 15. September 2004 verabschiedete das Kabinett den Plan und die Nationalversammlung billigte ihn am 20. Dezember 2004 als Rahmengesetz. Noch bevor sich irgendwelche Wirkungen aus den Umsetzungen des Plans zeigen konnten, war die 3. Regierung Raffarin vorzeitig beendet (31. Mai 2005).
In dem am 29. Mai 2005 durchgeführten Referendum lehnten rund 55 Prozent der französischen Wähler den EU-Verfassungsvertrag mit ihrem „Non“ ab. Zugleich war dies aber auch ein Votum, mit dem sie ihre Unzufriedenheit mit der Wirtschafts- und Sozialpolitik der Regierung Raffarin deutlich zum Ausdruck brachten.
Das Abstimmungsdebakel zwang Präsident Jacques Chirac zu einer Erneuerung der Regierung. Noch am Wahlabend kündigte er den Austausch der unbeliebten Regierung Raffarin an und ernannte am 2. Juni 2005 eine neue Regierung unter der Führung von Dominique de Villepin, der bis dahin den Posten des Innenministers bekleidet hatte. In der Regierung Villepin (2. Juni 2005 bis zum 15. Mai 2007) wurde Jean-Louis Borloo wiederum Minister. Diesmal mit dem Titel „Minister für Beschäftigung, sozialen Zusammenhalt und Wohnungswesen“ (Ministre de l'Emploi, de la Cohésion sociale et du Logement).

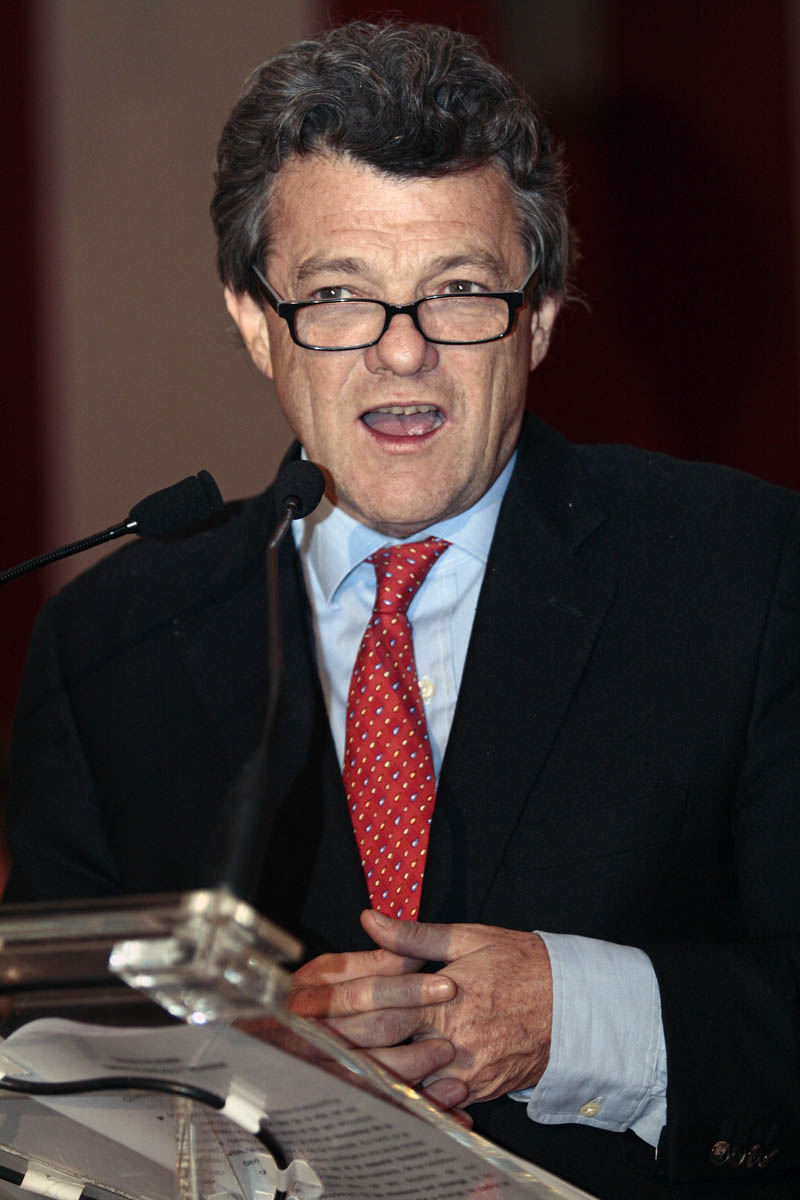
Borloo im Jahr 2007

Ab Dezember 2005 war Borloo Vorsitzender der Parti Radical, zunächst als Doppelspitze mit André Rossinot, ab November 2007 dann allein.

### Umwelt- und Energieminister
Nach der Wahl Nicolas Sarkozys zum Staatspräsidenten war Borloo von Mai bis Juni 2007 Minister für Wirtschaft, Finanzen und Beschäftigung im ersten Kabinett des Premierministers François Fillon. Am 19. Juni 2007 wurde Borloo zum Minister für Ökologie, Energie und nachhaltige Entwicklung im Rang eines Ministre d’État (d. h. einer der höchstrangigen Minister) im Kabinett Fillon II ernannt. Im Jahr 2010 wurde Jean-Louis Borloo als neuer Premierminister für die im Herbst des Jahres anstehende Kabinettsumbildung gehandelt. Präsident Sarkozy hielt dann jedoch an François Fillon als Premierminister fest. Borloo gab daraufhin am 14. November 2010 seinen Ausstieg aus dem Kabinett unter Fillon bekannt. Seine Parteikollegin Cécile Gallez verzichtete anschließend auf ihren Sitz in der Nationalversammlung, sodass Borloo an ihrer Stelle wieder zum Abgeordneten gewählt werden konnte.

### Gründer und Vorsitzender der UDI
Im Mai 2011 beendete er die Verbindung der Parti radical mit der konservativen UMP. Einen Monat später gründete er gemeinsam mit dem Nouveau Centre von Hervé Morin, der La Gauche Moderne von Jean-Marie Bockel und der Convention démocrate von Hervé de Charette die Alliance républicaine, écologiste et sociale (ARES), einen Zusammenschluss kleiner Parteien der bürgerlichen Mitte, die zuvor mit der UMP assoziiert gewesen waren. Die Alliance erwog zunächst, Borloo als Kandidaten zur Präsidentschaftswahl 2012 aufzustellen. Dieser gab die Kandidatur jedoch auf und sprach sich schließlich für eine Wiederwahl Sarkozys aus (der jedoch gegen François Hollande verlor).
Bei der Parlamentswahl im Juni 2012 verteidigte er sein Abgeordnetenmandat, wobei ihn auch die UMP unterstützte. Nach der Wahl bildeten die Abgeordneten der zuvor in der ARES zusammengeschlossenen Kleinparteien eine gemeinsame Fraktion in der Nationalversammlung namens Union des démocrates et indépendants (UDI). Den Fraktionsvorsitz übernahm Borloo. Im September 2012 wurde die UDI zu einem Parteienbündnis ausgebaut. Diesem stand Borloo von der Gründung bis zu seinem Rückzug aus gesundheitlichen Gründen im April 2014 vor. Am 30. April 2014 verzichtete er auch auf seinen Parlamentssitz.

### Nach der Politik
Nach seinem Rückzug aus der Politik gründete er die Stiftung Énergies pour l'Afrique, die sich für einen Ausbau der Energieversorgung und -netze in Afrika einsetzt. Von 2016 bis Ende 2018 war Borloo Mitglied des Verwaltungsrats von Huawei Technologies France, der Frankreich-Tochter des chinesischen Technologiekonzerns Huawei. Die Zeitung Libération bezeichnete ihn als „schlagkräftigen Lobbyisten“ von Huawei in Frankreich. Im Juli 2019 verzichtete er auf das ihm angebotene Amt des Verwaltungsrats-Präsidenten.
2014 wurde ihm der japanische mehrfarbige Orden der Aufgehenden Sonne am Band verliehen.

## Privates
Am 21. Juli 2005 heiratete Borloo in Rueil-Malmaison (Département Hauts-de-Seine) die beim Sender France 2 angestellte Fernsehjournalistin Béatrice Schönberg. Diese Heirat zog wegen der Vermengung von Medien und Politik viel Kritik – insbesondere der Gewerkschaften – auf sich.

## Politischer Lebenslauf

### Parlamentsmandate und kommunale Ämter
- 1989 bis 2002: Bürgermeister von Valenciennes (Nord) und Präsidentschaft der Großgemeinde mit ihren Außenbezirken (Val Métropole)
- 1989 bis 1992: Mitglied des Europäischen Parlaments
- 1992 bis 1993 und 1998: Mitglied des Regionalrates von Nord-Pas-de-Calais
- 1993 bis 2014: Abgeordneter des 21. Wahlbezirkes des Départements Nord (mit Unterbrechungen während der Regierungsfunktionen)

### Regierungsfunktionen
- 2002 bis 2004: Beigeordneter Minister für Stadtplanung und -entwicklung (Kabinett Raffarin I, Kabinett Raffarin II)
- 2004 bis 2007: Arbeitsminister (Kabinett Raffarin II, Kabinett de Villepin)
- 2007: Minister für Wirtschaft, Finanzen und Arbeit (Kabinett Fillon I)
- 2007 bis 2010: Staatsminister, Umweltminister (Kabinett Fillon II)

### Parteifunktionen
- 2001 bis 2002: Pressesprecher der UDF
- 2005 bis 2014: Vorsitzender der Parti Radical
- 2012 bis 2014: Vorsitzender der Union des démocrates et indépendants